# Woodsia glabella
Woodsia glabella là một loài thực vật có mạch trong họ Woodsiaceae. Loài này được R. Br. ex Richardson miêu tả khoa học đầu tiên năm 1823.